# Chér (album 1966)
Chér è il terzo album in studio da solista della cantante statunitense Cher, prodotto dall'allora marito Sonny Bono e pubblicato, come i precedenti, dalla Imperial Records.

## Descrizione
Il disco segue la stessa formula dei due album precedenti: un mix di cover riarrangiate e pezzi nuovi scritti perlopiù da Sonny esclusivamente per Cher. Il 45 giri non fu un successo (a differenza dei suoi due predecessori); colpa di una scarsa pubblicità (soprattutto in Europa) e della troppa vicinanza con il precedente disco di Cher (anch'esso commercializzato nel 1966).
Nonostante lo scarso impatto che ebbe sul mercato, da esso furono estratti ben tre singoli: la ballata "Alfie", scritta dal maestro Burt Bacharach per la colonna sonora del film omonimo con Michael Caine, "I Feel Something in the Air" scritta da Sonny e la reinterpretazione "Sunny" che divenne una hit in Europa sul finire dell'anno.

## Tracce
1. Sunny – 3:06 (Bobby Hebb)
2. The Twelfth of Never – 2:16 (Jerry Livingston, Paul Francis Webster)
3. You Don't Have to Say You Love Me – 2:48 (Donaggio, Vito Pallavicini)
4. I Feel Something in the Air (Magic in the Air) – 3:51 (Sonny Bono)
5. Will You Love Me Tomorrow – 3:00 (Goffin, King)
6. Until It's Time for You to Go – 2:46 (Buffy Sainte-Marie)
7. The Cruel War – 3:16 (Noel Paul Stookey, Yarrow)
8. Catch the Wind – 2:18 (Donovan)
9. Pied Piper – 2:19 (Duboff, Kornfeld)
10. Homeward Bound – 2:27 (Simon)
11. I Want You – 2:50 (Dylan)
12. Alfie – 2:50 (Bacharach, David)

## Classifica
| Chart (1966)            | Classifica |
| ----------------------- | ---------- |
| USA Albums Chart        | 59         |
| Copie vendute nel mondo | 1.500.000  |